# Manuel Serrano Marugán
Manuel Serrano Marugán (Madrid, 1964) es un científico español especializado en la investigación biomolecular. Su trabajo se centra principalmente en la senescencia celular y la reprogramación. Actualmente desempeña como uno de los invesigadores principales en la empresa Altos Labs.  Serrano es autor de un gran número de artículos en prestigiosas revistas científicas como Nature, Cell, Science y otras.

## Datos personales y académicos
Serrano estudió biología molecular y se doctoró en 1991 en la Universidad Autónoma de Madrid (UAM) bajo la supervisión de Margarita Salas Falgueras, en el Centro de Biología Molecular Severo Ochoa (UAM-CSIC). De 1991 a 1996 trabajó como investigador postdoctoral en el grupo de David Beach del laboratorio Cold Spring Harbor. Durante este período realizó uno de los descubrimientos más trascendentes al identificar y caracterizar el gen p16, uno de los genes más importantes para la protección contra el cáncer y un inductor clave de la senescencia celular. Regresó a España en 1997 para liderar un grupo de investigación, primero en el Centro Nacional de Biotecnología (CNB). 

### Centro Nacional de Investigaciones Oncológicas (CNIO)
Desde el 2003 hasta el 2017, en el Centro Nacional de Investigaciones Oncológicas (CNIO). Ahí fue director del departamento de oncología molecular y jefe del grupo de supresión tumoral. En 2006 recibió el Premio Banco Sabadell a la Investigación Biomédica, que se otorga a científicos menores de 45 años que deciden trabajar en España. En 2013 anunció el éxito de una serie de experimentos realizados en los laboratorios del CNIO en Madrid que permitieron reprogramar en el interior del cuerpo de un ser vivo (en las pruebas, ratones), células adultas para después transformarlas en células madre más versátiles que las embrionarias utilizando un método basado en las técnicas de Shinya Yamanaka. Ese mismo año fue galardonado por la Fundación Conchita Rábago de Jiménez Día y Conchita Rábago con el XLV Premio Lección Conmemorativa Jiménez Díaz. 

### Instituto de Investigación en Biomedicina
En 2017, Serrano se trasladó al Instituto de Investigación en Biomedicina (IRB), en Barcelona, donde se centró de manera más explícita en reprogramación de células dañadas, dirigidas a retrasar el envejecimiento y a evitar enfermedades.

"Cuando las células sufren un daño siguen vivas pero pierden funcionalidad. Son células senescentes que acaban siendo un problema. Los oncogenes alteran las células y los genes que nos protegen del cáncer activan esta senescencia"
- Manuel Serrano

### Altos Laboratories
Desde septiembre de 2021, Serrano ha sido contratado por una nueva empresa estadounidense, Altos Labs, que también contrató al científico español Juan Carlos Izpisua, y está financiada por Jeff Bezos y Yuri Milner entre otros adinerados multimillonarios. Según datos de la revista MIT Technology Review la compañía Altos Labs contrata a los expertos mundiales en rejuvenecimiento para desarrollar tecnologías que posibiliten vivir de forma saludable más años.

## Oncología y envejecimiento
Serrano es un investigador experto en cáncer y en envejecimiento humano. Desarrolla su trabajo de investigación en el diseño de medicamentos de nueva generación cuyos mecanismos activos son comunes para enfermedades oncológicas y procesos biológicos de senectud. Está reconocido internacionalmente en el campo de la supresión de tumores, la senescencia y el envejecimiento.
El equipo de Serrano fue pionero en la generación de ratones modificados genéticamente resistentes al daño y al cáncer. Durante los últimos años, los intereses de investigación de su grupo se han extendido a la reprogramación celular en relación con el envejecimiento. El laboratorio de Serrano fue el primero en demostrar que la reprogramación celular en pluripotencia es posible dentro de los tejidos in vivo, y esto fue considerado el avance del año 2013 en la revista Nature Medicine. 
Actualmente investiga sobre senescencia y reprogramación de enfermedades degenerativas como la fibrosis pulmonar, renal y cardíaca, así como a la terapia del cáncer. 

## Reconocimientos
- Desde 5 de diciembre de 2014 es académico correspondiente de la Real Academia Nacional de Medicina de España.[9]
- Premio Severo Ochoa en 2018
- Premio Banco Sabadell a la investigación Biomédica 2006
- XLV Premio Lección Conmemorativa Jiménez Díaz.